# Approximation affine

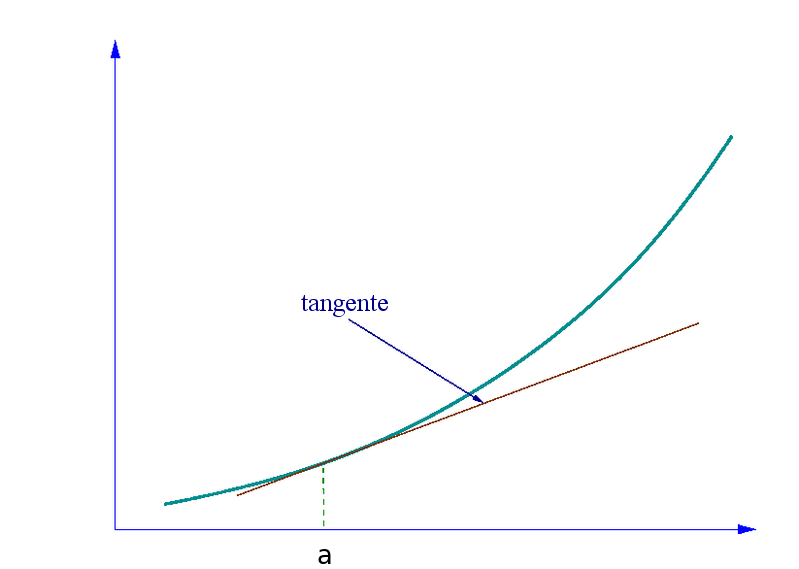
La droite tangente au point (a, f(a)) permet d'approcher la fonction f dans un voisinage de a.

En mathématiques, une approximation affine est une approximation d'une fonction au voisinage d'un point à l'aide d'une fonction affine. Une approximation affine sert principalement à simplifier un problème dont on peut obtenir une solution approchée.
Deux façons classiques d'obtenir une approximation affine de fonction passent par l'interpolation ou le développement limité à l’ordre 1.

## Méthodes d'approximation

### Interpolation
Étant donné une fonction f définie et continue sur un intervalle [a , b] et dont on connait la valeur aux bornes, on peut approcher la courbe de la fonction par la corde d’équation 
{\displaystyle y={\frac {f(b)-f(a)}{b-a}}(x-a)+f(a)}.
Si la fonction est de classe C2, l’écart entre la valeur de la fonction et l’approximation affine par interpolation est contrôlée par un majorant de la valeur absolue de la dérivée seconde : si {\displaystyle \left|f''(x)\right|\leq M} alors pour tout x ∈ [a , b] on a
{\displaystyle \left|f(x)-{\frac {f(b)-f(a)}{b-a}}(x-a)-f(a)\right|\leq M{\frac {\left|(x-a)(b-x)\right|}{2}}}.
Cette formulation ainsi que l’inégalité sont encore valables en dehors de l’intervalle [a , b], pour peu que la majoration de la dérivée seconde le soit aussi. Par passage à la limite de b vers a, on obtient l’approximation affine par développement limité ci-dessous.
L’interpolation affine est utilisée notamment pour définir la méthode des trapèzes en intégration numérique.

### Développement limité
Étant donné une fonction dérivable f d'une variable réelle, et un réel a, la fonction ε définie par
{\displaystyle \forall x\neq a\quad f(x)=f(a)+f\,'(a)(x-a)+(x-a)\varepsilon (x)}
vérifie
{\displaystyle \lim _{x\to a}\varepsilon (x)=0.}
ε s'appelle le reste. Cette formule apparaît comme un cas particulier (n = 1) de la formule de Taylor : c'est un développement limité d'ordre 1.
Une approximation affine de f s'obtient en négligeant ce reste. La fonction {\displaystyle x\mapsto f(a)+f\,'(a)(x-a)} constitue alors une approximation affine de f en a.
On écrit alors, pour x dans un voisinage de a :
{\displaystyle f(x)\simeq f(a)+f\,'(a)(x-a).}
L'expression de droite correspond à l'équation y' = f(a) + f '(a)(x – a) de la tangente à la courbe représentative de f au point (a , f (a)), et pour cette raison, certains appellent cette méthode l'approximation tangente ou approximation affine tangente.
Il est aussi possible d'utiliser des approximations pour les fonctions vectorielles d'une variable vectorielle, dans laquelle f ' (a) est remplacée par une matrice jacobienne. L'approximation correspond alors à l'équation d'une droite tangente, ou d'un plan tangent, ou d'un hyperplan tangent. Cela s'applique aussi aux fonctions d'une variable complexe.
Dans le cas plus général des espaces de Banach, on peut écrire
{\displaystyle f(x)\simeq f(a)+\mathrm {D} f(a)(x-a)}
où Df (a) est la différentielle de f en a. Ici, l'application linéaire n'est autre que Df (a).
L’approximation affine par la tangente est notamment utilisée dans la méthode de Newton pour approcher les zéros d’une fonction dérivable.

#### Exemple
Pour trouver une valeur approchée de 3√25, on peut procéder de la manière suivante :
1. considérer la fonction f définie par f(x) = x1/3. Le problème se ramène à la recherche d'une valeur approchée de f (25) ;
2. f est une fonction puissance donc dérivable sur {\displaystyle \mathbb {R} _{+}^{*}} et la dérivée est donnée par
{\displaystyle f\,'(x)={\frac {1}{3}}x^{-{\frac {2}{3}}}} ;
3. Par l'approximation linéaire donnée par la dérivée, il vient, en prenant a = 27 :
{\displaystyle f(25)\simeq f(27)+f\,'(27)(25-27)=3-{\frac {2}{27}}} ;
4. La valeur approchée 2,926 obtenue apparaît assez proche de la valeur exacte 2,924…

## Applications en physique

### En optique
L'optique gaussienne est une technique d'optique géométrique qui décrit le comportement de rayons lumineux dans des systèmes optiques par approximation paraxiale, où les angles entre les rayons et l'axe optique sont très petits. Dans ce cas, les termes dépendant des angles, exprimés par de fonctions trigonométriques, peuvent être approchés linéairement. On peut obtenir ainsi des approximations correctes de la distance focale, la magnification et la luminosité.

### Le pendule oscillant
La période d'oscillation d'un pendule pesant dépend de sa longueur, de l'intensité de la gravité et de l'amplitude d'oscillation θ0, mais pas de la masse. La période T d'un pendule simple, dans le cas idéal, s'exprime dans sa forme exacte par une série infinie,:
{\displaystyle T=2\pi {\sqrt {L \over g}}\left(1+{\frac {1}{16}}\theta _{0}^{2}+{\frac {11}{3072}}\theta _{0}^{4}+\cdots \right)}
avec L la longueur et g l'accélération locale de la gravité.
Cependant, dans le cas des petites oscillations, tel qu'on a sin θ ≈ θ, considérer cette approximation linéaire permet d'obtenir:
{\displaystyle T\approx 2\pi {\sqrt {\frac {L}{g}}}\qquad \qquad \qquad \theta _{0}\ll 1\qquad (1)\,}
et sous cette forme, elle ne dépend plus de l'amplitude. Cette propriété d'isochronisme est à la base des mesures de durée.